# Temistocle (Pacini)
Temistocle è un melodramma di Giovanni Pacini in due atti, eseguito per la prima volta nel Luglio del 1823 al Teatro Del Giglio di Lucca. Si basa su un libretto di Pietro Metastasio, con i dovuti aggiustamenti dovuti al cambio dei gusti operistici dell'epoca, basato a sua volta su alcuni fatti reali (largamente romanzati) riguardanti Temistocle, stratega greco ostracizzato da Atene e rifugiatosi in Oriente.

## Cast della prima assoluta
| Personaggio | Interprete                   |
| ----------- | ---------------------------- |
| Serse       | Benedetta Rosmunda Pisaroni  |
| Temistocle  | Claudio Bonoldi              |
| Aspasia     | Stefania Favelli             |
| Neocle      | Carolina Franchini           |
| Rossanne    | Carolina Biagelli            |
| Lisimaco    | Carlo Poggiali               |
| Sebaste     | Francesco Antonio Biscottini |

## Struttura musicale
- Sinfonia

### Atto I
- N. 1 - Introduzione e Cavatina Rossanne Perché sì torbida? - No mie fide; io pur son lieta
- N. 2 - Cavatina Temistocle Ah! Non vi chieggo io, no
- N. 3 - Cavatina Aspasia Non so qual forza ignota
- N. 4 - Duetto Aspasia e Temistocle Caro padre, ahimè! t'invola
- N. 5 - Coro e Cavatina Serse Inni al grande, cui prone le piante - Cessate, ahimè! quei cantici (Coro, Serse)
- N. 6 - Finale I Ciel, che ascolto! in faccia a Serse - Ah! dov'è mai, dov'è - Che farà? che fier cimento - Come il mar poco pria che de' venti (Serse, Temistocle, Lisimaco, Aspasia, Rossanne, Sebaste, Neocle, Coro)

### Atto II
- N. 7 - Coro e Duetto Serse e Temistocle Oh! quai per l'aere - Perfido! non andrai
- N. 8 - Aria Aspasia Ciel pietoso, Ciel clemente (Aspasia, Coro)
- N. 9 - Aria Temistocle Ah! frenate il pianto imbelle (Temistocle, Coro)
- N. 10 - Duettino Aspasia e Neocle Perché se giusti siete
- N. 11 - Coro e Aria Finale Serse Dopo i nembi e la tempesta - Ah! respiri in dolce nodo (Serse, Coro)